# Lokomotiw-Stadion (Sofia)
Das Lokomotiw-Stadion (bulgarisch Стадион „Локомотив“) ist ein Fußballstadion mit einer Leichtathletikanlage im Stadtteil Nadeschda der bulgarischen Hauptstadt Sofia. 

## Geschichte
Die Anlage wurde in den Jahren 1984 und 1985 errichtet und im letztgenannten Jahr eröffnet. Die Spielstätte ist die sportliche Heimat des Fußballvereins Lokomotive Sofia. Der Verein spielt aktuell in der ersten Liga, der A Grupa. Das Stadion fasst 22.000 Zuschauer auf 17.500 Sitz- und 3.500 Stehplätzen. Es besteht aus dem nur zu einem kleinen Teil überdachten, einzelnen Zuschauerrang im Westen und der komplett überdachten Tribüne, die im Halbkreis vom Tor im Norden über die Ostseite bis zum Süden hinter das andere Tor entlangführt. Die Kunststoffsitze verteilen sich auf den Rängen in den Vereinsfarben Rot und Schwarz. 2000 wurde im Stadion eine Renovierung durchgeführt. Das bulgarische Pokalfinale der Männer 2001 wurde im Lokomotiw-Stadion ausgetragen. 2013 und 2021 wurde es weitere Male renoviert.

## Konzerte
Folgende Bands und Künstler sind schon live im Stadion aufgetreten:
- 2005: Black Sabbath
- 2006: Depeche Mode, Eros Ramazzotti
- 2007: George Michael, Iron Maiden
- 2008: Kylie Minogue
- 2010: Elton John
- 2014: Aerosmith